# デリコス! 〜お電話一本、私をお届け〜
『デリコス! 〜お電話一本、私をお届け〜』（デリコス おでんわいっぽんわたしをおとどけ）は、日本のアダルトゲームブランド・スワンマニアが2011年7月29日に発売した18禁アドベンチャーゲーム。

## 概要
有限会社アセンドアイの低価格ブランドの一つ・スワンマニアの第27作。『性処理くらぶ』シリーズ以来の風俗店をテーマにしたタイトルであり、3人のヒロインは全て出前専門飲食店の形式を採ったデリバリーヘルスの店員である。
スワン系の低価格ブランドにおいてメイン・サブの区別無くヒロインが3人のタイトルは2007年12月発売の『覗いちゃだめっ!』以来3年半ぶり。また、フルプライスブランド・スワンアイのメイン原画家である文月紫が低価格タイトルの原画を担当するのは2010年4月発売の『ザーメンジャンキー』以来、1年3ヶ月ぶりとなる。

## ゲームシステム
引越し業者の新入社員である主人公は平日に現場へ出向き、顧客から出題されるクイズに回答して手持ち資金を増やして行く。休日は手持ち資金の範囲内で出前専門のコスプレ系飲食店・コスデリカに料理を注文し、料理を食べた跡にデザートとして店員から様々なサービスを受けることになる。
本作においてもスワン系ブランドの「お約束」に従い、ヒロインが主人公の子供を妊娠する展開が用意されている。

## 登場人物
咲田 祐二（さくた ゆうじ）
主人公。引越し業者の新入社員で、コスデリカのことを知り料理を注文してから病みつきになってしまう。

### ヒロイン
人物名は左が本名、右が源氏名。
清瀬 理彩子（きよせ りさこ） / リリー
中華担当の店員。スリーサイズはB85 / W54 / H83。経験豊富で主人公・祐二を積極的にリードする。コスプレのバリエーションはチャイナドレスや東南アジア風の民族衣装など。低価格ブランドの登場キャラクターとしては初めて、iSWANのアプリ『花札しよっ!』にVer1.9.0より追加キャラクターとして登場した。
戸波 紗雪（となみ さゆき） / ゆき
和食担当の店員。スリーサイズはB89 / W56 / H85。内気で恥ずかしがりながらも、人には言えない事情を抱えながらコスデリカで働いている。コスプレのバリエーションは巫女装束や体操着など。
皆崎 カナ（みなさき カナ） / ケイト
洋食担当の店員。スリーサイズはB79 / W53 / H83。祐二の元同級生。元からコスプレが大好きで、趣味と実益を兼ねてコスデリカで働いている。コスプレのバリエーションは甘ロリやビキニアーマーなど。

## スタッフ
- シナリオ 南条巴
- 原画 文月紫